# Lista de picos ultraproeminentes das Caraíbas
Esta é a lista dos sete picos ultraproeminentes (com proeminência topográfica superior a 1500 metros) nas ilhas das Caraíbas.
| N.º | Pico                    | País                 | Ilha                              | Altitude (m) | Proeminência (m) | Isolamento topográfico (km) |
| --- | ----------------------- | -------------------- | --------------------------------- | ------------ | ---------------- | --------------------------- |
| 1   | Pico Duarte             | República Dominicana | Ilha de São Domingos (Hispaniola) | 3098         | 3098             | 940.51                      |
| 2   | Pic la Selle            | Haiti                | Ilha de São Domingos (Hispaniola) | 2680         | 2650             | 126.76                      |
| 3   | Blue Mountain Peak      | Jamaica              | Jamaica                           | 2256         | 2256             | 272.40                      |
| 4   | Pic Macaya              | Haiti                | Ilha de São Domingos (Hispaniola) | 2347         | 2087             | 215.77                      |
| 5   | Pico Real del Turquino  | Cuba                 | Cuba                              | 1974         | 1974             | 219.13                      |
| 6   | Loma Gajo en Medio      | República Dominicana | Ilha de São Domingos (Hispaniola) | 2279         | 1779             | 57.26                       |
| 7   | Loma Alto de la Bandera | República Dominicana | Ilha de São Domingos (Hispaniola) | 2842         | 1502             | 45.44                       |